# Logania centralis
Logania centralis är en tvåhjärtbladig växtart som beskrevs av B.J. Conn. Logania centralis ingår i släktet Logania och familjen Loganiaceae. Inga underarter finns listade i Catalogue of Life.